# PGC 1000714
PGC 1000714 — кольцевая галактика в созвездии Чаши. PGC 1000714 является представителем крайне редкой группы галактик, называемых галактиками типа Хога: в честь прототипа — объекта Хога. По оценкам, всего около 0,1 % от общего числа галактик относятся к данному типу.
Структура и фотометрия PGC 1000714 были изучены со значительными деталями в 2017 году. Ядро галактики почти идеально круглое, не сплющено в диск. В отличие от некоторых кольцевых галактик, центральное ядро не обнаруживает признаков структуры стержня, соединяющей внешнее кольцо с центром галактики. Это похоже на эллиптическую галактику, и был обнаружен ряд других галактик, которые имеют совершенно круглый центр.
Внешняя часть галактики относительно яркая и содержит много молодых и ярких звёзд, свидетельствующих о звездообразовании. Однако при дальнейшем осмотре галактики было обнаружено, что внутри наружного кольца есть также слабое, диффузное, красное внутреннее кольцо находящееся ближе к ядру. Внешнее кольцо кажется довольно молодым, ему около 0,13 миллиарда лет, в то время как внутреннее кольцо значительно старше, его возраст 5,5 миллиардов лет. Это делает галактику ещё более необычной, возможно, делая её единственной в своем роде.
Детали образования объектов типа Хога всё ещё в значительной степени неизвестны. Было высказано предположение, что почти идеальные ядра объектов Хога сформировалось из своего рода «нестабильности стержня», где центральная структура распадается на более круглое ядро. Возможно, это связано с другой галактикой. В случае PGC 1000714, так как два его кольца имеют существенно разные возрасты, морфология галактики может быть вызвана аномальным столкновением с другой галактикой, однако для получения выводов требуется больше данных.

## Мнение исследователей
«Ранее мы наблюдали галактики с синим кольцом вокруг центрального красного тела, самым известным из которых является объект Хога. Однако, уникальной особенностью галактики PGC 1000714 является то, что [по имеющимся данным] более старым кажется диффузное красное внутреннее кольцо», — говорил в январе 2017 года Патрик Третихардт, астрофизик из Музея естественных наук Северной Каролины и соавтор исследования PGC 1000714.
Кольца Галактики — это области, где звёзды образовались из сталкивающегося газа. «Различные цвета внутреннего и наружного колец говорят нам о том, что галактика PGC 1000714 пережила два разных периода в своём формировании», — говорила Бурчин Мутлу-Пакдиль, аспирант Института астрофизики Миннесоты и ведущая автор статьи по PGC 1000714. «Из этих первоначальных, одиночных, снимков [без динамики по времени] невозможно узнать, как были сформированы кольца этой конкретной галактики». Но накапливая мгновенные снимки других галактик, подобных этой, астрономы смогут начать понимать, как необычные галактики формируются и эволюционируют. При этом, сбор данных об истории старого внутреннего кольца потребует серии инфракрасных снимков с высоким разрешением.
«Всякий раз, когда [астрономы] находят уникальный, или странный, объект, он бросает вызов нашим текущим теориям и предположениям о том, как работает Вселенная. Как правило, это говорит о том, что нам ещё есть чему учиться», — говорил Третихардт.